# Петрова-Званцева, Вера Николаевна
Вера Николаевна Петрова-Званцева (урождённая Петрова; 31.8 (12.9).1875, по другим данным 1878 или 1876 год, Саратов — 11.2.1944, Москва) — оперная певица (меццо-сопрано) и педагог вокала. Заслуженный деятель искусств РСФСР (1931).
Муж: оперный певец, режиссёр оперных спектаклей, профессор Московской консерватории Н. Н. Званцев, настоящая фамилия которого Званцов. Выйдя замуж, певица добавила к собственной фамилии Петрова его псевдоним Званцев, став Петровой-Званцевой.
Дети:
- Евгения (1897—1974) — служащая завода грамзаписи,
- Татьяна (1913—1994) — замужем за Г. В. Логвиновичем (доктор технических наук, академик АН Украины; академик РАЕН (1994); начальник отдела гидродинамики НИЦ ЦАГИ, заместитель председателя Научного совета РАН по механике[5])
- София

Художник К. Петров-Водкин в 1913 году написал портрет певицы.

## Учёба и первые выступления
Родилась в семье служащего. Окончила гимназию и сразу стала заниматься вокалом, первый педагог в Саратове — Софья Григорьевна Логинова (Трирогова, 22.08.1851 — после 1912) — оперная певица контральто, преподаватель пения, училась в Женевской консерватории, брала уроки у знаменитой певицы Дарьи Михайловны Леоновой.
С 1891 года начала концертную деятельность. Для продолжения профессиональной работы требовалась более высокая подготовка, на которую не хватало материальных средств. Молодая певица зарабатывала концертными выступлениями. В 1894 году она дала в Саратове большой концерт, давший некоторые средства, и на эти деньги уехала учиться в Московской консерватории. Причем по рекомендации В. Сафонова была сразу зачислена на 3-й курс, педагоги: по вокалу — В. Зарудная; по гармонии — М. М. Ипполитов-Иванов, по сценическому мастерству — И. Булдин.

## Артистическая деятельность
В 1897 году, по окончании консерватории, поступила в Орле в антрепризу Оперное товарищество Н. Унковского (дебютировала в партии Вани — «Жизнь за царя» М. Глинки), выступала в разных городах (Елец, Курск); в 1898—1899 или в 1898−1900 гг. — солистка Тифлисской оперы (ныне — Грузинский театр оперы и балета им. Палиашвили).
Осенью 1899 года по рекомендации своего педагога М. Ипполитова-Иванова принята в Московскую частную русскую оперу С. И. Мамонтова (дебютировала в партии Любаши — «Царская невеста» Н. Римского-Корсакова).

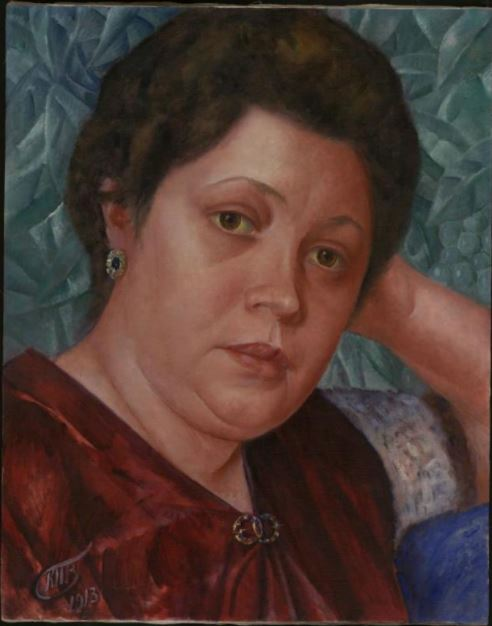
На портрете Петрова-Водкина

В 1901 году вместе с М. Ипполитовым-Ивановым и В. Зарудной стала инициатором создания театрального «Товарищества артистов московской частной оперы».
В 1904 году «Товарищество артистов московской частной оперы» было закрыто и влилось в созданный С. И. Зиминым Театр Зимина, куда перешла В. Петрова-Званцева и где с некоторыми перерывами проработала до 1923 года, то есть почти до самого конца, когда театр Зимина был преобразован в филиал Большого театра. Однако Вокально-энциклопедический словарь даёт другие даты её работы в театре Зимина: 1905—1918 гг..
В продолжение всего творческого периода, работая на разных оперных сценах, постоянно гастролировала по российским городам (Киев, Тифлис, Нижний Новгород, Харьков, Одесса, Поволжье, Рига и т. д.) и за рубежом (Япония — в 1908 году вместе с певцом Н. А. Шевелёвым, Франция — по приглашению известного французского дирижёра Э. Колонна, Германия — в Берлине выступала в опере в «Кармен»).
Музыкальная энциклопедия пишет о певице: «Обладала голосом широкого диапазона (as-h 2), большой силы и необычайной лёгкости; отличалась ярким драм. талантом и темпераментом, искусством перевоплощения. В обширном репертуаре певицы были самые разнохарактерные партии; наиболее близки П.-З. сильные, драм. образы».

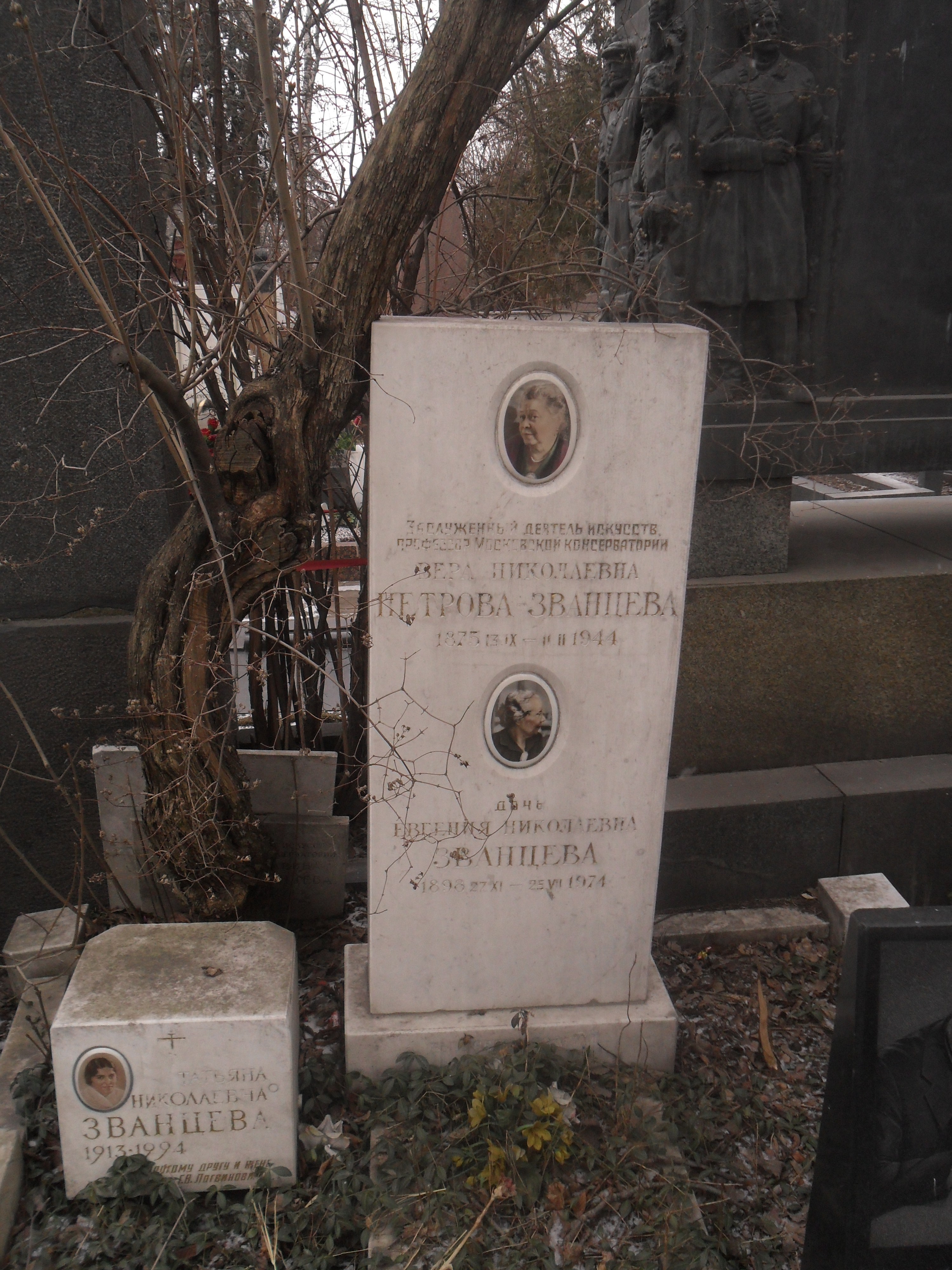
Могила Петровой-Званцевой на Новодевичьем кладбище в Москве

Пружанский А. М. отмечает, что по свидетельству критики, созданный ею образ Кармен «ознаменовал большой сдвиг в оперном театре, характерный для начавшейся в начале XX века борьбы за реализм на оперной сцене». Певицу называли «Шаляпиным в юбке». Сам автор словаря пишет, что певица «Обладала мощным, ровным голосом теплого тембра и обширного диапазона (от ля-бемоль малой до си 2-й октавы), ярким артистическим темпераментом. Исполнение отличалось свободой сценического поведения, хотя порой игра приобретала черты экзальтации, особенно в драматических партиях. Художественному росту певицы во многом способствовал Н. Н. Званцев, готовивший с ней партии». Там же приводятся цитаты о творчестве певицы, в частности, слова Н. Кочетова: «Будет ли опера музыкальной драмой или она превратится в какую-либо иную форму искусства, но когда слушаешь таких певиц, как Петрова-Званцева, — хочется верить, что опера останется не спортом, не состязанием певцов на силу голоса, не дивертисментом в костюмах, но глубоко содержательной, вдохновенной сценической формой театрального искусства».
По свидетельству Музыкальной энциклопедии, оперную сцену певица оставила в 1922 году, какое-то время ещё продолжала выступать с концертами.

## Репертуар

### Концертная деятельность
Концертная деятельность певицы включала произведения И. С. Баха, Р. Вагнера, С. Василенко (из произведений последнего она исполняла поэмы «Девушка пела» и «Тар» (первая исполнительница, 1909), «Вдова» (первая исполнительница в Берлине, 6 февр. 1912, п/у автора) и сольные партии в сюите «Заклинания» (1911) и т. д.).
В марте 1909-го и феврале 1912 года с большим успехом концертировала в Берлине (п/у С. Василенко), с исполнением произведений Н. Римского-Корсакова, П. Чайковского. В 1912 году пела в концерте в Лейпциге.
Один из последних концертов состоялся в феврале 1927 года.
Записывалась на грампластинки (свыше 40 произведений) в Москве («Колумбия»/Columbia, 1903; «Граммофон», 1907—1910), Петербурге («Пате»/Pathé, 1905), на фирмах «Музтрест» (1907, 1910) и «Зонофон» (1908).
Певице посвятили свои романсы М. М. Ипполитов-Иванов («Псалмопевец Давид» (О царь, скорбит душа моя). Op. 40 № 1, «Царь Саул» (Душа изнывает моя). Op. 40 № 2, «Легенда о Мёртвом море». Op. 40 № 3 из цикла «Три библейских стихотворения» на стихи К. Р., издано в Москве: Юргенсон, 1904); Н. Миклашевский («О, не сердись», 1909) и С. Василенко («Говори мне, мой милый», 1921).

### Оперный репертуар
Репертуар певицы насчитывал около 40 оперных партий (сопрано и меццо-сопрано), среди которых:
- 1899 — «Царская невеста» Н. А. Римского-Корсакова — Любаша
- 1900 — «Ася» М. Ипполитова-Иванова — Фрау Луиза (первая исполнительница; Московская частная русская опера С. И. Мамонтова[9])
- 1900 — «Вильям Ратклиф» Ц. Кюи — Маргарета (впервые в Москве)
- «Хованщина» М. Мусоргского — Марфа
- 1900 — Чародейка" П. Чайковского — Княгиня Евпраксия Романовна
- 1902 — «Черевички» П. Чайковского — Солоха (по выражению рецензентов, была в этой роли «искрометной»[6])
- 1902 — «Кащей бессмертный» Н. Римского-Корсакова — Кащеевна (первая исполнительница; Московская частная опера С.Мамонтова)
- 1902 — «Сарацин» Ц. Кюи — Беранжера (впервые в Москве)
- 1902 — «Горюша» А. Рубинштейна — Дашутка (впервые в Москве)
- 1903 — «Мадемуазель Фифи» Ц. Кюи — Аманда (первая исполнительница)
- 1903 — «Страшная месть» Н. Кочетова — Катерина (первая исполнительница)
- «Самсон и Далила» К. Сен-Санса — Далила (в этой партии её услышал друг К. Сен-Санса, французский дирижёр Э. Колонн, находящийся на гастролях в Москве, и был поражен её голосом и исполнением[6])
- «Кармен» Ж. Бизе — Кармен (исполнила около 1000 раз; по свидетельству критики, созданный ею образ Кармен «ознаменовал большой сдвиг в оперном театре, характерный для начавшейся в начале XX века борьбы за реализм на оперной сцене»[6]).
- 1903 — «Вертер» Ж. Массне — Шарлотта (впервые в Москве; отмечалось, что певица по-новому раскрыла образ своей героини, придав ему особую женственность и очарование доброты[6])
- 1905 — «Ураган» А. Брюно — ?
- 1905 — «Заза» Р. Леонкавалло — Заза
- 1906—1907 — «Орлеанская дева» П. Чайковского — Иоанна д’Арк (Оперный театр Зимина)
- 1906 — «Король города Ис» Эдуардо Лало — Маргаред
- 1906 — «Роланда» А. Гиршмана — Марга
- 1907 — «Жизнь Латинского квартала» Р. Леонкавалло — Мюзетта
- «Вражья сила» А. Серова — Груня
- 1910 — «Измена» М. Ипполитова-Иванова — Зейнаб (первая исполнительница)
- 1913 — «Млада» Н. Римского-Корсакова — Морена (впервые в Москве)
- 1913 — «Цыганский барон» И. Штрауса — Саффи (Оперный театр С. Зимина).
- 1914 — «Капитанская дочка» Ц. Кюи — Императрица Екатерина II (впервые в Москве)
- 1915 — «Руфь» М. Ипполитова-Иванова — Ноэминь (впервые в Москве)
- «Жизнь за царя» М. Глинки — Ваня
- «Демон» А. Рубинштейна — Ангел
- «Дети степей, или Украинские цыгане» А. Рубинштейна — Избрана
- «Мазепа» П. Чайковского — Любовь Кочубей
- «Пиковая дама» П. Чайковского — Графиня
- «Майская ночь» Н. Римского-Корсакова — Ганна
- «Садко» Н. Римского-Корсакова — Любава
- «Снегурочка» Н. Римского-Корсакова — Лель
- «Рогнеда» А. Серова — Рогнеда
- «Фауст» Ш. Гуно — Зибель
- «Гугеноты» Дж. Мейербера — Урбан
- «Аида» Дж. Верди — Амнерис
- «Трубадур» Дж. Верди — Азучена
- «Джоконда» А. Понкьелли — Лаура Адорно

## Педагогическая работа
Руководила оперным классом в московской Народной консерватории. В 1912—1930 или в 1916—1932 гг., а по другим данным — в 1916—1931 гг., преподавала в Московской консерватории (с 1926 года — профессор). В те же годы в конце 1920-х — 1930-х годов работала в техникумах им. В. В. Стасова и А. К. Глазунова, где вела классы сценической постановки.
Среди её учеников: Е. Богословская, К. Васькова, В. Волчанецкая, А. Глухоедова, Н. Дмитриевская, С. Крылова, М. Шутова.